# Georgien
Georgien (georgiska: საქართველო, Sakartvelo, [sɑkʰɑrtʰvɛlɔ] ( lyssna)) är en republik i Kaukasien, på gränsen mellan Europa och Asien. Av historiska och politiska skäl anses landet  tillhöra Östeuropa.
Georgien utropade sin självständighet från Sovjetunionen den 9 april 1991 och är medlemsland i Europarådet (sedan 1999), Eurocontrol (sedan 2012), och arbetar för närvarande för att bli fullvärdig medlem i EU och militäralliansen Nato. Georgien ansökte om EU-medlemskap 2022 och beviljades status som kandidatland 2023.
Georgien gränsar i väst till Svarta havet, i norr och nordost till Ryssland, i söder till Turkiet och Armenien, och i sydöst till Azerbajdzjan. Huvudstad är Tbilisi. I Georgien finns två utbrytarrepubliker: Abchazien och Sydossetien. Georgien anser att de två områdena är ockuperade av Ryssland.

## Etymologi
Etniska georgier kallar sig själva för kartvelebi (ქართველები), sitt land för Sakartvelo (საქართველო - med betydelsen "en plats för kartveler") och sitt språk för kartuli (ქართული). Enligt de gamla georgiska krönikorna (ქართლის ცხოვრება) var det kartveliska folkets förfader Kartlos (ქართლოსი), sonsons son till den bibliska Jafet. Namnet Sakartvelo (საქართველო) består av två delar. Dess rot, kartvel-i (ქართველ-ი), specificerar en invånare i centrala central-östra georgiska regionen Kartli, eller Iberien som den omnämns som i källor från det bysantinska riket. Antikens greker (Strabon, Herodotos, Plutarchos, Homeros m.fl.) och romarna (Titus Livius, Publius Cornelius Tacitus m.fl.) beskriver tidiga östgeorgier som iberier. (Iberoi enligt vissa grekiska källor) och västgeorgier som kolcher. På svenska kallades Georgien förut även för "Grusien" efter den ryska exonymen.
Liksom de flesta infödda kaukasiska folken, hör georgierna inte till någon av de största etniska grupperna i Europa eller Asien. Det georgiska språket är varken ett indoeuropeiskt, turkiskt eller semitiskt språk. Den antika judiska krönikan av Josefus nämner georgier som Iberes, som även kallades Thobel Tubal.
Termerna Georgien och georgier dyker i Västeuropa upp i flera medeltida annaler. Den franske krönikören Jacques de Vitry och den engelske resenären John Mandeville skrev att georgier kallas för georgier för att de vördar Sankt Göran särskilt mycket. Noterbart är att landet i januari 2004 började använda femkorsflaggan som inkluderar S:t Georgskorset. Flaggan användes tidigare i Georgien på 400-talet och under medeltiden.

## Historia
Riket Kolchis, ungefär motsvarande västra Georgien, var känt av grekerna redan före Homeros tid, bland annat utspelar sig sagocykeln om det gyllene skinnet i Kolchis. På 600-talet f.Kr. grundade greker flera kolonier på Kolchis kust. 
En annan statsbildning som varit viktig för Georgiens historia var känd under beteckningen Kaukasiska Iberien. Landet erövrades sedan först av romerska riket år 23 e.Kr., sedan av persiska riket år 265. 
Georgien kristnades under 300-talet e.Kr. Under 700-talet enades landet under bagratiderna som gjorde Georgien till en lokal stormakt. Under slutet av 1300-talet och början av 1400-talet plundrades och skövlades Georgien av den mongoliske krigsherren Timur Lenk.

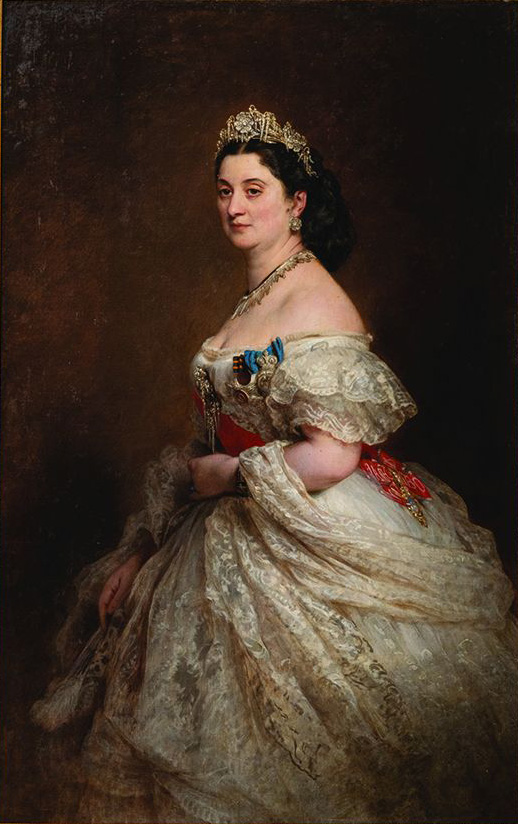
Katarina, prinsessa av Megrelien, en historisk region i västra Georgien.

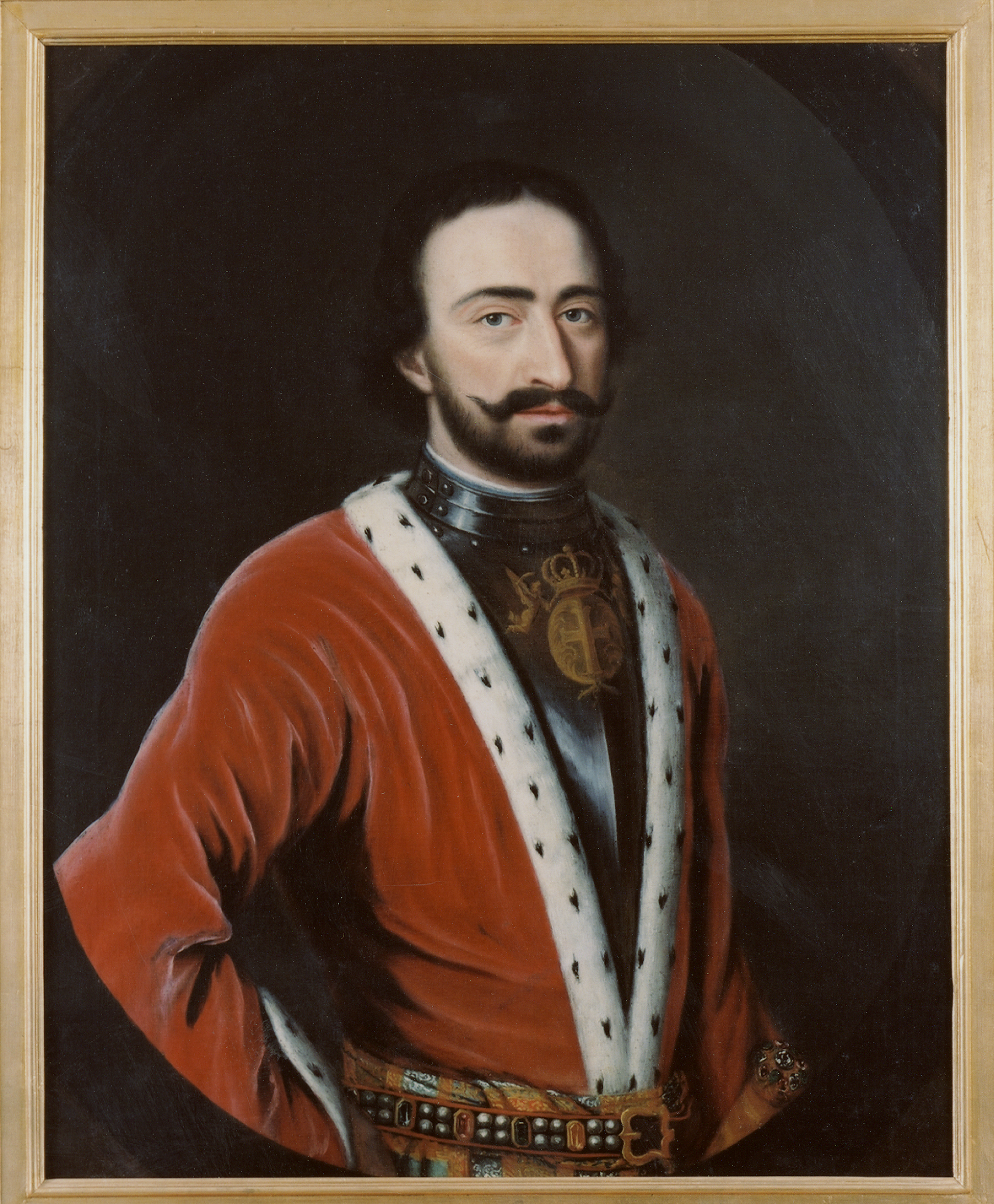
Alexander, en georgisk prins i svensk fångenskap. Målning av Martin Mijtens.

Georgien kom under Kejsardömet Rysslands kontroll den 12 september 1801. Den sovjetiske ledaren Stalin föddes i georgiska Gori 1878 och tog tidigt del i den revolutionära rörelsen. Efter ryska revolutionen förklarade det georgiska mensjevikpartiet landet självständigt 1917. I februari året därpå bildade man tillsammans med dagens Azerbajdzjan och Armenien den Transkaukasiska demokratiska federativa republiken. Federationen upplöstes dock efter tre månader i maj 1918. 
Landet var självständigt från den 26 maj 1918 fram till 1921 som den Demokratiska republiken Georgien. År 1921 invaderades republiken av Röda armén för att 1936 bli sovjetrepubliken Georgiska SSR i Sovjetunionen. Under sovjettiden var Georgien känt för sitt vin. Tack vare det goda klimatet och den goda maten var det också ett mycket populärt resmål för semesterfirare i Sovjetunionen. I det bördiga Georgien fanns ingen brist på livsmedel och varubristen var mindre kännbar då de sovjetiska myndigheterna inte lyckades kontrollera den omfattande svarta marknaden för privat tillverkning av bristvaror.
Georgien blev åter självständigt år 1991. Regionerna Abchazien och Sydossetien hävdar sin självständighet visavi Georgien. I november 2003 avsattes den förre presidenten, Eduard Sjevardnadze, genom massdemonstrationer föranledda av misstankar om valfusk, en händelse som kallats Rosenrevolutionen. I presidentvalet den 4 januari 2004 valdes Micheil Saakasjvili till president med 96 procent av rösterna.
Nyval utlystes till den 5 januari 2008. I presidentvalet deltog 22 kandidater.
Micheil Saakasjvili omvaldes till president med över 1 miljon röster (53,47 %) vilket var mer än dubbelt så mycket som den främste konkurrenten Levan Gatjetjiladze. Saakasjvilis parti Enade Nationella Rörelsen fick även egen majoritet i parlamentet.
I samband med att flera europeiska länder under 2008 erkände den serbiska utbrytarprovinsen Kosovo som självständig stat så förnyade de georgiska utbrytarrepublikerna Abchazien och Sydossetien sina krav på självständighet.

### Kriget i Georgien 2008
I augusti 2008 bröt kriget i Georgien ut med Georgien på en sida och med Ryssland och utbrytarrepublikerna Abchazien och Sydossetien på den andra. Som svar på beskjutningen mot georgiska bosättningar kring Sydossetien skickade Georgien in sin försvarsmakt i regionen. Ryssland understödde Sydosseterna militärt och en andra front öppnades när Georgiens andra utbrytarrepublik Abchazien också gick in i konflikten. Den 7 augusti 2008 inledde georgiska styrkor en massiv artilleriattack mot Sydossetiens huvudstad Tschinvali. Kriget pågick officiellt från den 8 augusti till den 16 augusti 2008. Den 2 december 2008 beslutade Europeiska unionens råd om tillsätta en oberoende faktafinnande utredning angående kriget i Georgien, utredningen kom fram till att Georgien via en oberättigad attack hade startat kriget.

### Nutida Georgien
I oktober 2012 vann oppositionskoalitionen Georgisk dröm  parlamentsvalet. President Saakasjvili erkände att hans regeringsparti förlorade valet. I oktober 2013 var det åter presidentval. Presidenten Micheil Saakasjvili hade styrt landet sedan 2003 i två mandatperioder och kunde inte ställa upp för omval. Sedan parlamentsvalet i oktober 2012 styrdes landet av koalitionen Georgisk dröm, under ledning av premiärministern och miljardären Bidzina Ivanisjvili. Presidentvalet  vanns av Giorgi Margvelasjvili som var kandidat för Ivanisjvilis regerande koalition.
I oktober 2018 valde georgierna en ny president för de kommande sex åren. Den självständiga presidentkandidaten Salome Zurabishvili blev Georgiens första kvinnliga president. Dåvarande presidenten, Giorgi Margvelashvili, ställde inte upp till omval och det regerande partiet, Georgisk dröm, nominerade inte någon annan kandidat, i stället stödde Georgisk dröm den självständige kandidaten Zurabishvili. Presidenten hade numera bara en symbolisk makt. Regerande partiet hade nu flyttat över all politisk makt till parlamentet och premiärministern. Presidenten hade blivit en galjonsfigur. Politiken i Georgien präglas i hög grad av oligarken Bidzina Ivanishvilis inflytande. Han styr landet bakom kulisserna. Ivanishvili satt själv ett år som premiärminister och när han avgick år 2013 tillsatte han sina förtrogna på viktiga poster inom administrationen. I november 2020  vann det styrande regeringspartiet Georgisk dröm, lett av Bidzina Ivanishvili, parlamentsvalet i Georgien. Oppositionspartiet Förenade nationella rörelsen (UNM)  accepterade inte valresultatet.

## Geografi

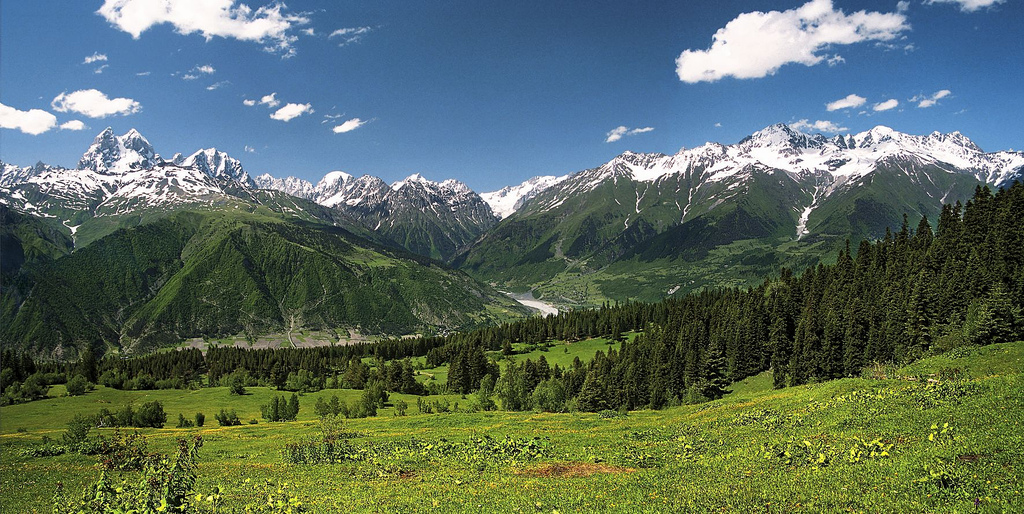
Svanetien, ett bergsområde i nordvästra Georgien.

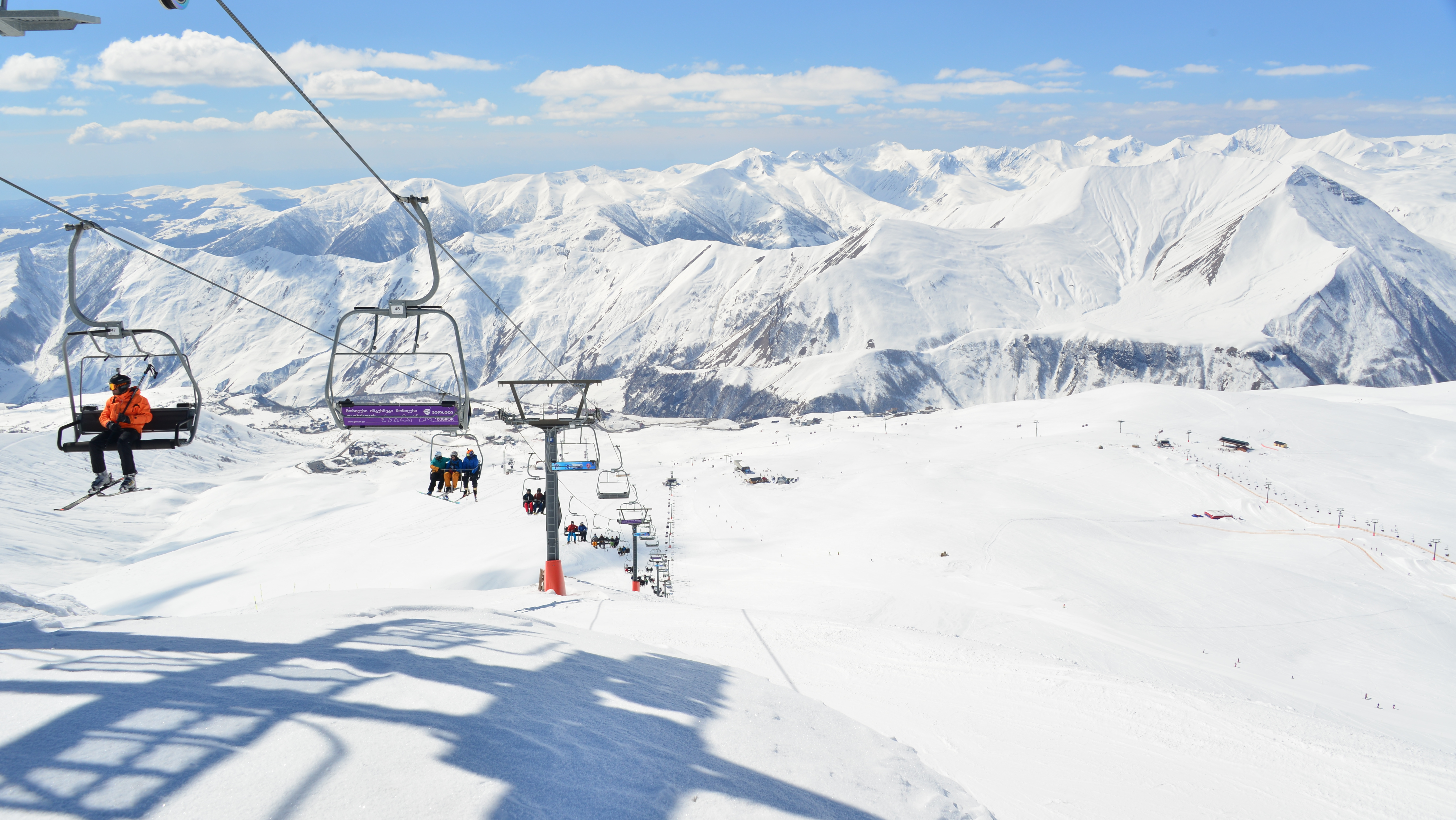
Gudauri, en vintersportort i den nordöstra delen av landet.

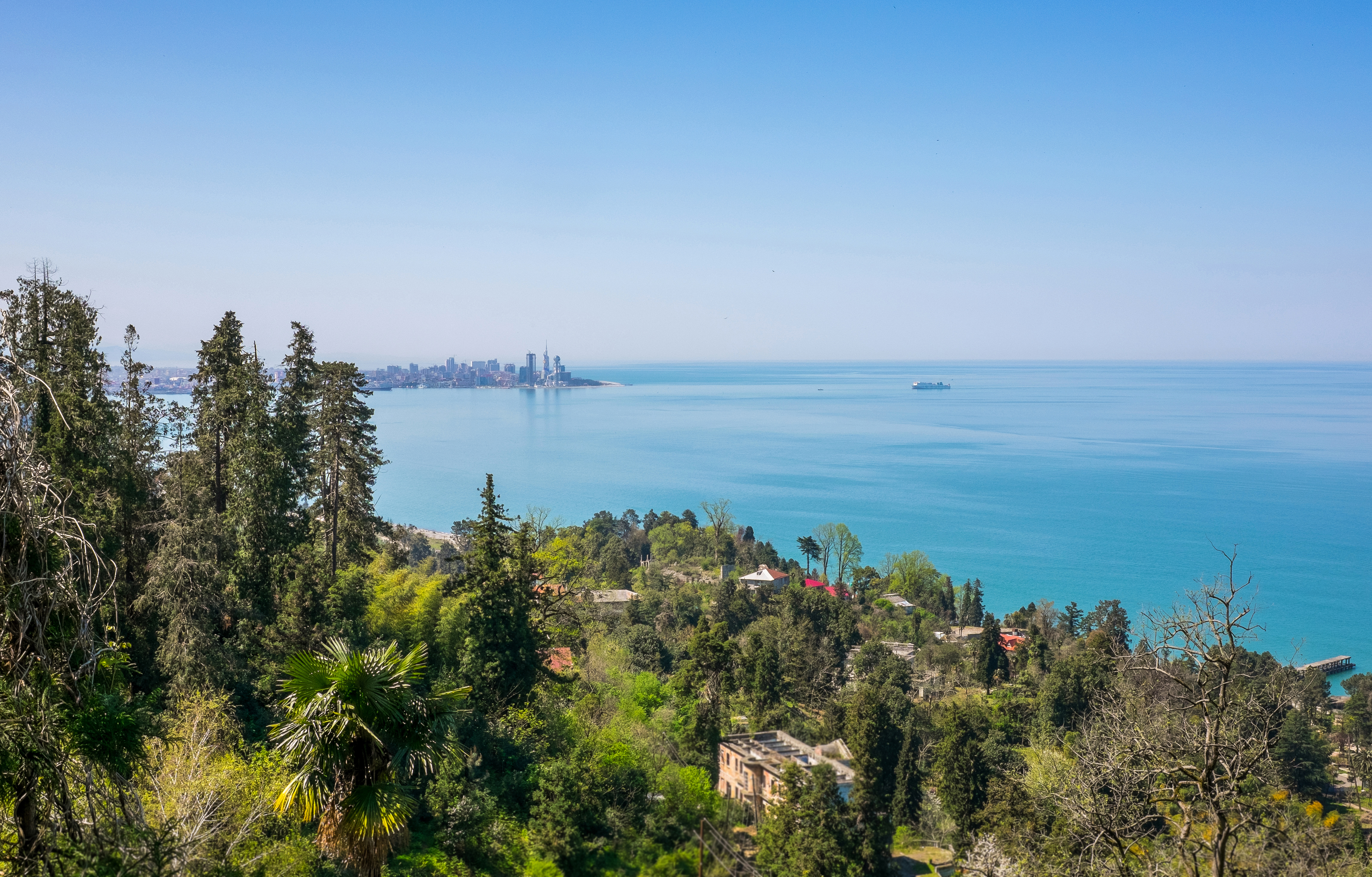
Batumi i Georgien vid Svarta havet.

Georgien är beläget i västra Kaukasien mellan Stora Kaukasus i norr och Lilla Kaukasus i söder. Landet har kust mot Svarta havet i väst. Det har en yta på 69 875 km². Det råder viss oenighet om var gränsen mellan världsdelarna Europa och Asien ska dras och Georgien kan därmed anges som tillhörande Europa eller Asien eller delat mellan världsdelarna.

### Topografi
Georgien domineras av bergslandskap. Gränsen mot Ryssland i norr följer på bergsryggen Stora Kaukasus, varifrån flera lägre bergskedjor utlöper söderut. Det centrala Kartlilåglandet skiljer dessa berg från den parallella kedjan Lilla Kaukasus i söder, som utgör gräns mot Azerbajdzjan, Armenien och Turkiet.
Bergskedjan Lichi delar landet i en östlig och en västlig del. I svartahavsregionen i väster ligger det myrlänta Kolchidalåglandet. Den nordvästra delen av landet, mellan Stora Kaukasus och Svarta havet, utgörs av Abchazien. Öster om Abchazien ligger den isolerade regionen Svanetien. I öster rinner floden Kura med bifloder, bland annat förbi huvudstaden Tbilisi, och fortsätter sedan genom de sydöstliga delarna av landet innan den rinner in i Azerbajdzjan genom en räcka dalgångar.
Stora Kaukasus har flera toppar som går över 5 000 meter. Det högsta berget i Georgien är Sjchara med en höjd på 5 201 meter (själva toppen ligger i Ryssland); det näst högsta är Dzjanga på 5 051 meter över havet. Andra bergstoppar som utmärker sig är Kazbek på 5 047 meter, Tetnuldi (4 974 m), Sjota Rustaveli-toppen (4 960 m), Mta Ushba (4 710 m) och Ailama (4 525 m). Av de nämnda bergen har endast Kazbek vulkaniskt upphov. Området mellan Kazbek och Sjchara (en sträcka på omkring 200 km) domineras av många glaciärer. Lilla Kaukasus är mer varierad och inte så hög, inga toppar är högre än 3 400 meter. I detta område märks vulkanplatån Dzjavacheti, många insjöar som Tabatsquri och Paravani, samt mineralvatten och varma källor.
Verjovkinagrottan är (2023) den djupaste kända grottan i världen. Den ligger i Arabikamassivet i Gagrabergen i Abchazien. Höjdskillnaden i grottan är hela 2 212 meter.
Georgien har en högsta punkt vid Sjchara, som når 5 064 meter över havet, medan dess lägsta punkt ligger vid Svarta havet.

### Hydrografi
Av stora floder i Georgien märks Rioni och Kura (Mtkvari).

### Klimat
Bergen gör att landet har ett varierat klimat. Om vintern är det kallt med stora snömängder, men Stora Kaukasus skyddar landet mot ännu kallare luft från Ryssland i norr. Milda vindar skapar ett subtropiskt klimat i Kolchidalåglandet, medan de östliga delarna av Georgien har ett långt torrare väder.

### Växt- och djurliv
Stora delar av Georgien är täckt av skog. Det är mest björkskog i bergen, medan mycket bok, ek och kastanj förekommer på de lägre höjderna. Djurlivet är rikt, särskilt på arter som trivs i skog, däribland rådjur, hjort, björn och varg. I bergsområdena finns även bergsget.

## Styre och politik

### Författning och styre

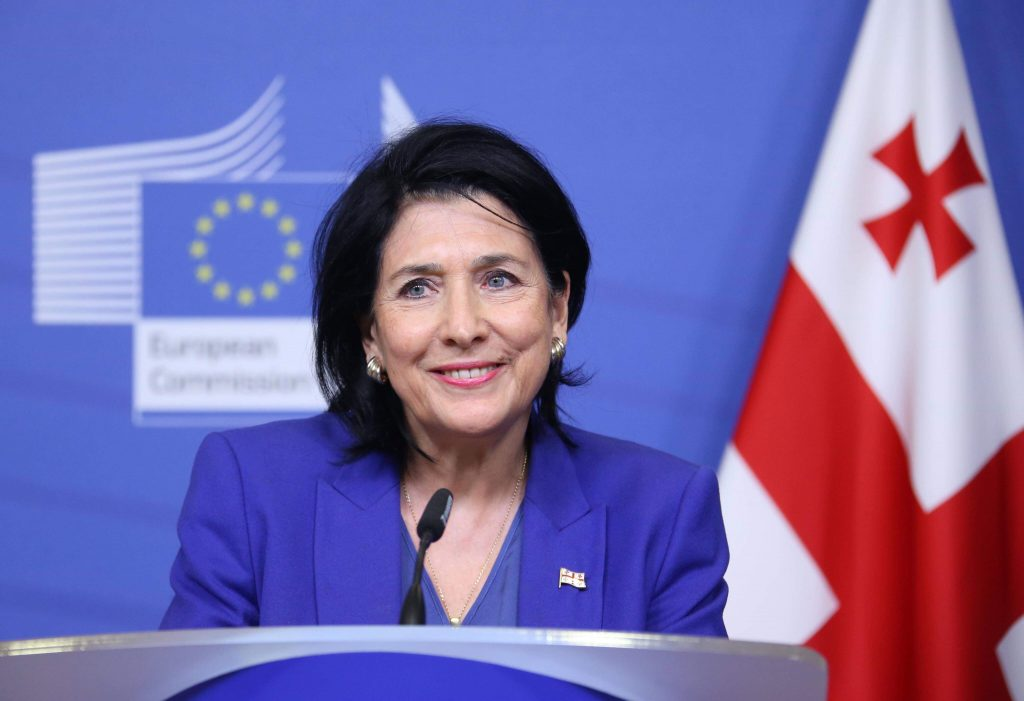
Salomé Zurabisjvili, första kvinnan på presidentposten i Georgien.

Georgien är en semipresidentiell republik med presidenten som statschef och premiärministern som regeringschef. Presidenten har numera bara en symbolisk makt. All politisk makt har flyttats över till parlamentet och premiärministern. Presidenten har blivit en galjonsfigur.
Även om avsevärda framsteg har gjorts sedan rosenrevolutionen hävdade president Saakasjvili år 2008 att Georgien fortfarande inte är ett "fullfjädrat, välformat, kristalliserat samhälle". Det politiska systemet kvarstår i övergångsprocessen, med ständiga justeringar för att balansera makten mellan president och parlament, och oppositionella förslag som sträcker sig från att förvandla landet till en parlamentarisk republik till att återupprätta monarkin. Observatörer har noterat bristen på förtroende i relationerna mellan regering och opposition.
Det finns olika åsikter angående graden av politisk frihet som råder i Georgien. Före detta president Saakasjvili trodde att "landet är på väg att bli en europeisk demokrati". Freedom House placerar Georgien i gruppen med delvis fria länder, tillsammans med länder som Ukraina, Mexiko och Bosnien och Hercegovina.

#### Verkställande makten
Den verkställande delen av makten utgörs av presidenten och Georgiens regering. Regeringen består av ministrar, ledda av premiärministern och utsedda av presidenten. Noterbart är att försvars- och inrikesministrarna inte är medlemmar i regeringen, utan är direkt underordnade presidenten. Giorgi Margvelasjvili var Georgiens president efter att ha vunnit presidentvalet i november 2013. I samband med valet avgick dåvarande premiärministern Bidzina Ivanisjvili och Irakli Gharibasjvili utsågs till ny premiärminister. Den 18 december 2018 efterträddes Margvelashvili på presidentposten av Salomé Zurabisjvili. Ledaren för Georgisk dröm, Bidzina Ivanishvili, styr landet bakom kulisserna.

#### Lagstiftande makten
Den lagstiftande makten innehas av Georgiens parlament. Parlamentet är en enkammarriksdag och har 150 medlemmar, kända som suppleanter, av vilka 75 medlemmar är proportionerliga representanter och 75 väljs genom enmansvalkretsar och representerar sina valkretsar. Medlemmar i parlamentet väljs över en fyraårsperiod. Två partiblock har representanter som valts in i parlamentet efter parlamentsvalet år 2012: Enade nationella rörelsen (regeringsparti innan valet) och Georgiska drömmen som vann parlamentsvalet.  I år 2016 och 2020  vann det styrande regeringspartiet Georgisk dröm parlamentsvalet.

### Administrativ indelning

Georgiens administrativa indelning.

Georgien är indelat i nio regioner, en stad och två autonoma republiker. Dessa är i sin tur indelade i 69 distrikt.
1. Autonoma republiken Abchazien
2. Megrelien-Övre Svanetien
3. Gurien
4. Adzjarien -  autonom republik
5. Ratja-Letjchumi och Nedre Svanetien
6. Imeretien
7. Samtsche-Dzjavachetien
8. Inre Kartlien
9. Mtscheta-Mtianeti
10. Nedre Kartlien
11. Kachetien
12. Tbilisi - huvudstad

### Mänskliga rättigheter
Mänskliga rättigheter i Georgien säkerställs av landets konstitution. Det finns en oberoende ombudsman för mänskliga rättigheter som väljs av Georgiens parlament för att säkra att sådana rättigheter verkställs. Georgien ratificerade Europarådets ramkonvention om nationella minoriteter år 2005. NGO:n "Tolerance" talar i sin alternativa rapport om en hastig minskning av antalet azerbajdzjanska skolor och fall där rektorer tillsatts i azerbajdzjanska skolor utan att kunna det azerbajdzjanska språket.

### Internationella relationer
Georgien upprätthåller goda relationer med sina grannländer Armenien, Azerbajdzjan och Turkiet och deltar aktivt i regionala organisationer som exempelvis Svarta havets ekonomiska råd och GUAM. Georgien har även politiska, ekonomiska och militära relationer med Japan, Uruguay, Sydkorea, Israel, Sri Lanka, Ukraina och många fler nationer.
Det växande inflytandet från USA och EU i Georgien, bland annat genom föreslagna EU- och NATO-medlemskap, det amerikanska "Georgia Train and Equip Program" och konstruktionen av Baku–Tbilisi–Ceyhan pipeline har ansträngt relationen mellan Tbilisi och Moskva. Georgiens beslut att öka sin närvaro bland fredsstyrkorna i Irak var ett viktigt initiativ.
Georgien arbetar för närvarande med att bli fullvärdig medlem av militäralliansen NATO. I augusti 2004 lämnades den individuella ansökningsplanen in officiellt till NATO. Den 29 oktober samma år godkände NATO:s nordatlantiska råd den individuella partnerskapshandlingsplanen (kallad IPAP) från Georgien och man flyttades vidare till det andra steget i den Euro-Atlantiska integrationen. Under år 2005, genom beslut av Georgiens president, inrättades en statlig kommission för att genomföra den individuella partnerskapshandlingsplanen. Kommissionen fick i uppdrag att samordna och övervaka genomförandet av handlingsplanen. 
Georgiens medlemskap i NATO har blivit en stor politisk fråga i landet, och en av regeringspartiet Enade nationella rörelsens största slogans i presidentvalet 2008 rörde medlemskapet i NATO.

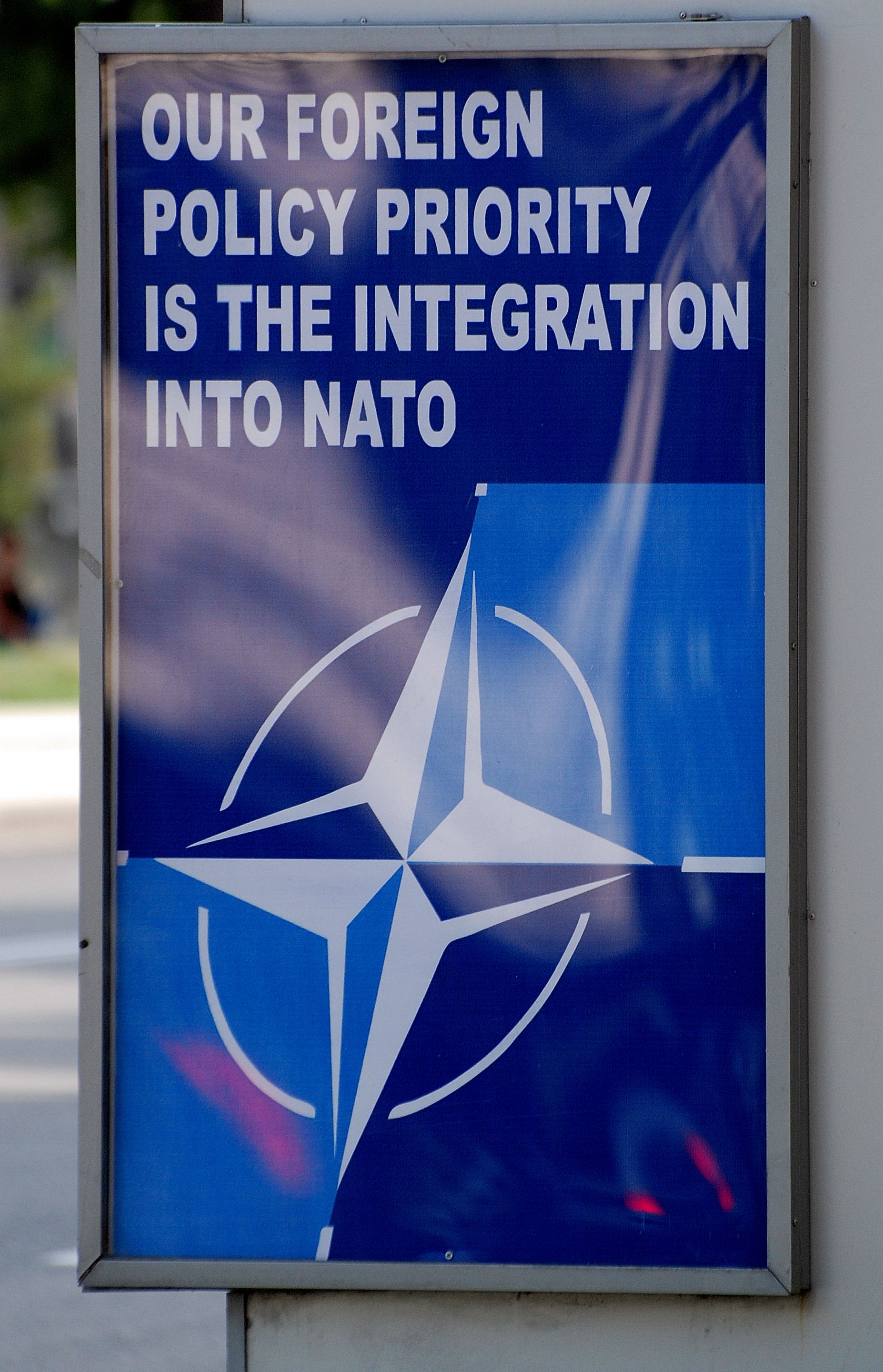
Engelskspråkig valaffisch angående NATO-medlemskap i Georgiens huvudstad Tbilisi.

### Försvar

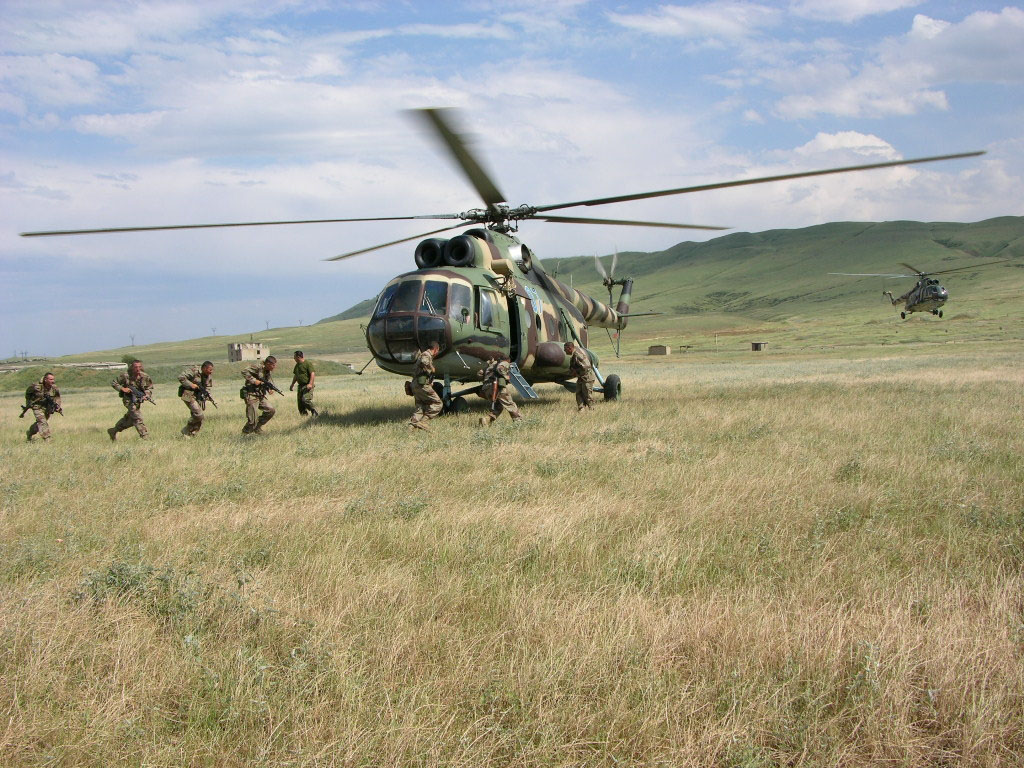
Georgiska soldater bordar en transporthelikopter av modell Mil Mi-8.

Georgiens militärväsen är indelat i armén, flygvapnet, specialstyrkor samt nationalgardet. Försvaret etablerades i samband med självständigheten i början av 1990-talet med de tidigare sovjetiska förband som fanns kvar i Georgien, milisgrupper, och hemvändande georgisk militär personal från diverse poster inom den sovjetiska militären.
Georgiens militär består av totalt 32 650 personer, varav 18 993 tjänstgör inom marktrupperna, 2091 i flygvapnet, 1350 i marinen och 9196 inom administration och staber.
Militärens funktioner regleras i Georgiens grundlag, landets försvarslagstiftning och nationella militära strategi, och de internationella samarbeten Georgien deltar i. Militären opererar under ledning av försvarsministeriet. Nuvarande försvarsminister är Davit Kezerasjvili. Georgien deltog från 2004 med soldater i Irak, trupper som dock togs hem i samband med kriget i Georgien 2008.
Under hela självständighetstiden har Georgiens utrikespolitik varit en balansgång där man velat knyta nära band till västvärlden samtidigt som man försökt hålla en god ton mot Ryssland. Georgien anslöt sig 1994 till militäralliansen Natos projekt Partnerskap för fred och har sedan 2005 har aspirerat på att bli fullvärdig medlem i Nato. I januari 2008 hölls en rådgivande folkomröstning i landet som visade att 77 procent av Georgiens befolkning var för ett Natomedlemskap. Vid ett Natomöte i Bukarest i april samma år beslöt dock Natos ledare att inte låta Georgien bli medlem i försvarsunionen men lämnade dörren öppen för ett framtida medlemskap.

## Ekonomi och infrastruktur
Den georgiska staten har ett stort budgetunderskott på grund av problem med att driva in skatter. På grund av den höga arbetslösheten i det egna landet arbetar en stor del av Georgiens befolkning i Ryssland. Detta är avgörande för den georgiska ekonomin.
Det senaste årtiondet har varit turbulent, med interna stridigheter och konflikten med Ryssland har drabbat landet hårt ekonomiskt. Under senare år har det politiska läget i landet stabiliserats och därmed ekonomin förbättrats. Även om Georgien är stabilare idag kontrolleras den ekonomiskt viktiga regionen Abchazien i nordvästra delen av landet inte av regeringen i Tbilisi. Abchazien bröt sig loss från Georgien under inbördeskriget. Stora interna flyktingströmmar i samband med kriget, satte också den redan ansträngda ekonomin på prov.

### Näringsliv
Georgiens ekonomi har av tradition bestått av turism (i Svartahavsområdet), odling av citrusfrukter och druvor; gruvdrift (med mangan och koppar som huvudprodukter); och en viss lågskalig industriproduktion, som främst tillverkar vin, metaller, maskiner, kemikalier och textiler. 

#### Energi och råvaror
Georgien lider av viss energibrist. Elnätet privatiserades 1998 och elförsörjningen har blivit bättre men återkommande strömavbrott är fortfarande ett allvarligt problem. Landet tvingas importera en stor del av sin energi, främst naturgas och petroleum. Georgiens enda egna storskaliga elproduktion kommer från vattenkraft, där det största kraftverket, Enguridammen, står för 46 % av landets energiproduktion.
Bland naturtillgångar i landet hittas järn och koppar.

### Infrastruktur

#### Transporter
Landet ser med hopp fram emot en ny internationell transportled genom Svartahavshamnarna i Poti och Batumi.

#### Utbildning
Under sovjettiden var Georgiens utbildningsnivå relativt hög, men hela skolsystemet råkade i ekonomiska svårigheter i samband med självständigheten. Idag finns ett 20-tal högskolor och universitet, och regeringen uppmuntrar privatskolor inom såväl lägre som högre utbildningsområden. Georgiska är det vanligaste språket inom skolväsendet, i synnerhet gäller detta på universitetsnivå. Andelen läs- och skrivkunniga bland den vuxna befolkningen i Georgien är 100 %.

## Befolkning

### Demografi

#### Större städer

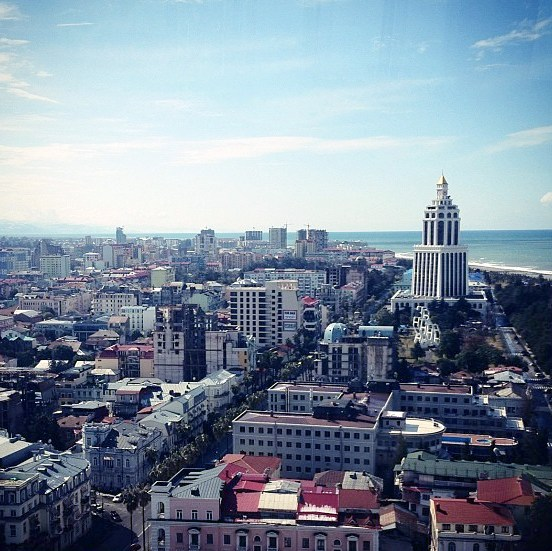
Batumi, Georgiens näst folkrikaste ort och Adjariens huvudort.

De tio folkrikaste orterna i Georgien enligt den senaste folkräkningen år 2014:
| Nr  | Stad      | Invånare (2015) |
| --- | --------- | --------------- |
| 1.  | Tbilisi   | 1 108 717       |
| 2.  | Batumi    | 163 400         |
| 3.  | Kutaisi   | 147 635         |
| 4.  | Rustavi   | 125 103         |
| 5.  | Gori      | 48 143          |
| 6.  | Zugdidi   | 42 998          |
| 7.  | Poti      | 41 465          |
| 8.  | Chasjuri  | 26 135          |
| 9.  | Samtredia | 25 318          |
| 10. | Senaki    | 21 596          |

- Notera att städer i utbrytarrepublikerna Abchazien och Sydossetien inte är med i tabellen ovan.

#### Urbanisering
I Georgien bor 53,6 % av befolkningen i städer eller stadslika områden, enligt statistik från 2015.

#### Minoriteter
Georgien hade vid folkräkningen den 5 november 2014 3 713 804 invånare. Enligt samma folkräkning utgjorde georgier den största etniciteten i landet med 86,8 % av landets befolkning. 6,3 % var azerer, 4,5 % armenier, 0,7 % ryssar, 0,4 % osseter, 0,3 % yezidier, 0,2 % ukrainare, 0,2 % kister, 0,15 % greker, samt 0,06 % assyrier. 0,4 % av befolkningen tillhörde någon annan etnicitet, 591 (>0,0 %) vägrade svara och 513 (>0,0 %) angav inte någon etnicitet. Omkring hälften av Georgiens armeniska befolkning på 168 102 personer bor i området Samtsche-Dzjavachetien och cirka 76 % av azererna bor i Nedre Kartlien.

#### Migration
Sedan upplösningen av Sovjetunionen har Georgien genomgått en markant befolkningsminskning som orsakats av oroligheterna i Abchazien, Adzjarien och Sydossetien, en instabil ekonomi samt dåliga arbetsmöjligheter. Detta har lett till att många georgier har emigrerat, speciellt till Ryssland.
Nettomigration 2016 uppgick till  -2,2 ‰.

### Språk
Georgien uppvisar stor språklig spridning. Bland annat talas de sydkaukasiska språken georgiska, laziska, megreliska och svanetiska. Landets officiella språk är georgiska och, i Abchazien, abchaziska. Vid folkräkningen 2014 talade 87,6 % av befolkningen georgiska som modersmål, 6,2 % azerbajdzjanska, 3,9 % armeniska, 1,2 % ryska och 1,1 % övriga språk.

### Religion
Den historiska georgiska hedendomen var starkt kopplad till månen, och den största guden i den georgiska mytologin var Armazi, en soldatklädd mångud. Statyerna av de georgiska gudarna förstördes då kristendom blev landets statsreligion år 337.
Merparten av Georgiens invånare tillhör den Georgiska apostoliska, autokefala och ortodoxa kyrkan, vars ledare är en katholikos i Tbilisi. Nuvarande ledare sedan år 1977 är patriark Ilia II av Georgien. Kyrkan har kommit att spela en viktig identitetsroll vid den nationella frigörelsen.
Betydande religiösa minoriteter är: muslimer (9,9 procent), armeniska kristna (3,9 procent), judar (0,8 procent) katoliker (0,8 procent) och det finns även vissa spår av gammal iransk religion.
Efter Sovjetunionens kollaps har även andra trossamfund etablerat sig i Georgien. Det gäller bland annat baptister, sjundedagsadventister, pingstvänner, Jehovas vittnen, Nyapostoliska kyrkan samt mindre grupper Bahá'í- och Hare Krishna-troende. Det finns ingen officiell medlemsstatistik för dessa religiösa grupper, men tillsammans har de antagligen färre än 100 000 anhängare. Enligt Jehovas vittnens årsbok (2010) finns det 18 951 aktiva medlemmar i landet.

### Hälsa
I Georgien är 22,1 % av den vuxna befolkningen överviktig (2014), medan 1,1 % av barn under fem år lider av undervikt (2009). Spädbarnsdödligheten var 15,6 per tusen födda år 2016.

## Kultur

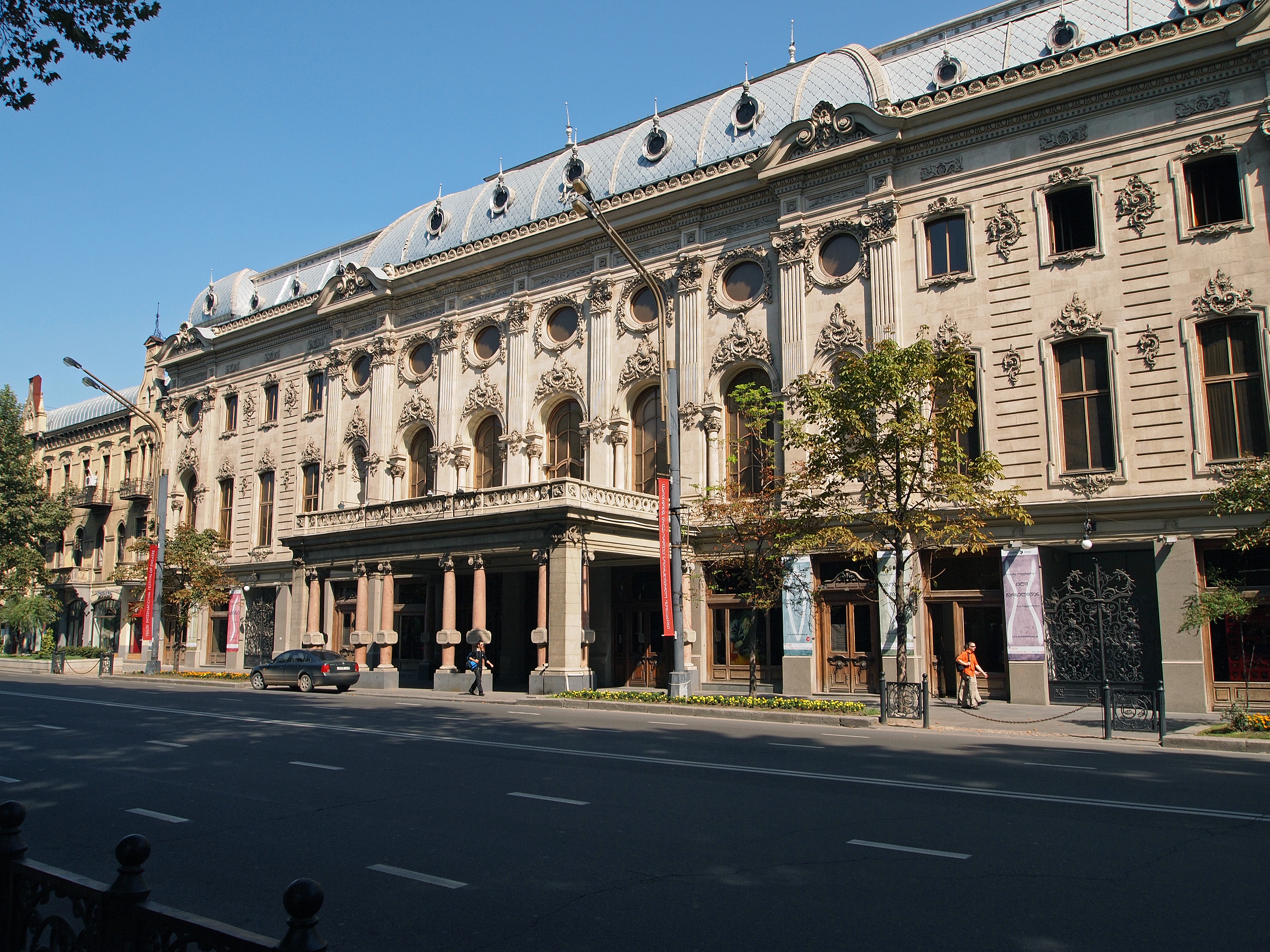
Rustavelis statliga dramateater i Tbilisi, uppkallad efter poeten Sjota Rustaveli.

Georgiens kultur har utvecklats under årtusenden med grund i Iberiska och Kolchiska civilisationer. Georgisk kultur nådde en gyllene tid av klassisk litteratur, konst, filosofi, arkitektur och forskning på 1000-talet. Georgisk kultur influerades av klassisk grekisk konst, Romarriket, Bysantinska riket och senare av Tsarryssland.
Georgien är välkänt för sin rika folklore, unika traditionella musik, teater, bio och konst. Georgier är berömda för sin kärlek till musik, dans, teater och film. På 1900-talet verkade noterbara georgiska målare som Niko Pirosmani, Lado Gudiasjvili och Elene Achvlediani; balettkoreografer som George Balanchine, Vachtang Tjabukiani och Nino Ananiasjvili; poeter som Galaktion Tabidze, Lado Asatiani och Muchran Matjavariani; samt teater och filmregissörer som Robert Sturua, Tengiz Abuladze, Georgij Danelija och Otar Iosseliani.

### Massmedier
Censuren av massmedia upphävdes officiellt i Georgien i samband med självständigheten 1991. Det kvarstår dock begränsningar i landets yttrandefrihet. Organisationen Freedom House beskriver Georgiens massmedier som "delvis fria", och menar att mediernas oberoende har minskat efter Rosenrevolutionen 2003. Det finns visserligen medier som öppet kritiserar regeringen, men tidningarnas och etermediernas ägare är ofta angelägna om goda relationer med myndigheterna och utövar därför press på sina anställda journalister. Följden blir en utspridd självcensur bland journalisterna.

### Konstarter

#### Musik
Den georgiska musiktraditionen är urgammal och man anser att den i sin form funnits i minst 1000 år. Den karakteriseras av flerstämmighet, både bordun-baserad och mer fri polyfoni.
I dagens Georgien har fortfarande denna folkmusik ett högt anseende och några av de mest namnkunniga manskörerna är Ensemble Tbilisi, Ensemble Georgika, Ensemble Antjischati och Ensemble Rustavi.
Georgien deltog för första gången i Eurovision Song Contest år 2007 i Helsingfors, med låten Visionary Dream framförd av sångerskan Sopo Chalvasji och slutade på tolfte plats. Även 2008 deltog landet med låten Peace Will Come, som framfördes av den blinda sångerskan Diana Ghurtskaia och slutade på elfte plats. 
År 2009 drog sig Georgien ur tävlingen sedan EBU krävt att låttexten till landets bidrag (We Don't Wanna Put In, framförd av Stephane & 3G) skulle ändras eftersom den ansågs innehålla ett politiskt budskap, vilket enligt tävlingens regler är förbjudet. Georgien återvände till tävlingen året efter och har sedan dess deltagit varje år.

### Traditioner

#### Helgdagar och högtider
| - Nyårsdagen - Segerdagen 1945 - Europadagen - Annandag påsk - Sankt Andreas dag - Guds Moders Avsomnande - Georgiens självständighetsdag - Mtskhetoba - påsk - Långfredagen - Herrens dag - jul - Påskcykeln - Mors dag - Georgiens nationella enighetsdag - Internationella kvinnodagen - Đurđevdan Denna lista hämtas från Wikidata. Informationen kan ändras där. |

I Georgien firas flera nationella helgdagar som speglar landets kulturella och historiska arv. Året inleds med Nyårsdagen den 1 januari, följt av den ortodoxa julen den 7 januari. Den 19 januari firas Jesu dopdag, känd som Natlisgheba. I mars uppmärksammas Mors dag den 3:e och Internationella kvinnodagen den 8:e.
Den 9 april är Nationella enighetsdagen, till minne av Tbilisimassakern 1989 då en fredlig demonstration skingrades våldsamt, vilket resulterade i flera dödsfall och skadade. Påsken firas enligt den ortodoxa kalendern, med rörliga datum för Långfredagen, Påskafton, Påskdagen och Annandag påsk.
Segerdagen den 9 maj markerar segern över fascismen under andra världskriget. Den 12 maj hedras aposteln Andreas, grundaren av den georgisk-ortodoxa kyrkan. Självständighetsdagen den 26 maj firar Georgiens självständighetsförklaring från 1918.
Jungfru Marias dag, Mariamoba, infaller den 28 augusti. Den 14 oktober firas Svetitskhovelidagen i Mtscheta, till minne av den första kristna kyrkan i Georgien. Sankt Görans dag, Giorgoba, firas den 23 november; Sankt Göran är ett av landets skyddshelgon.

#### Matkultur
Det georgiska köket och vinet har utvecklats genom århundradena, med vissa inslag från varje århundrade. En av de vanligaste middagstraditionerna är Supra, eller "georgiskt bord", vilket också är ett sätt att socialisera med vänner och familj. Suprans "toastmaster" kallas för Tamada. Han eller hon håller också de mest filosofiska skålarna, och ser till att alla har det trevligt. Diverse historiska regioner i Georgien är kända för sina respektive rätter: till exempel, Chinkali (köttklimpar) från östliga Georgien, Chatjapuri, huvudsakligen från Imeretien, Megrelien och Adzjarien. Utöver traditionella georgiska rätter har maträtter från andra länder kommit till Georgien genom invandrare från Ryssland, Grekland och nyligen Kina.
Georgien har kanske världens äldsta tradition av vintillverkning och man har funnit 8 000 år gamla vinkärl. Idag producerar man vita och röda viner, mousserande viner och dessertviner, samt brandy. Georgiens vinexport var betydande som del av Sovjetunionen och under de första åren av oberoende. 

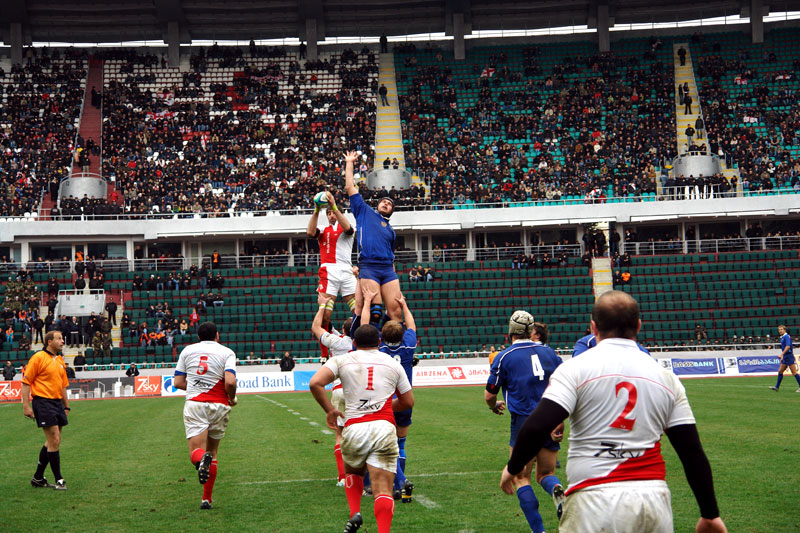
Georgiens herrlandslag i rugby union möter Ryssland på Boris Paitjadze-stadion i Tbilisi, 2007.

Rysslands embargo har dock inneburit att den georgiska vinnäringen har blivit avskuren från sin största avsättningsmarknad. Den ryska smaken för sött och halvsött bordsvin styrde tidigare produktionen, men nu börjar man tillverka mer kvalitetsviner i en unik egen stil - en tendens som har påskyndats av handelsembargot. 
Efter sovjettidens isolering, börjar nu georgiska premiumviner så sakteliga komma tillbaka till den västerländska marknaden, mycket till följd av ett ökande intresse för ursprung, ekologi och hantverk i mat- och dryckessammanhang.

### Sport
Till de mest populära sporterna i Georgien räknas fotboll, basket, rugby, brottning, judo tyngdlyftning. Historiskt sett har Georgien varit känt för sin fysiska utbildning; det är känt att romarna fascinerades av georgiernas fysiska kvaliteter efter att ha skådat teknikerna i gamla kaukasiska Iberien. Brottning kvarstår som en historiskt viktig sport i Georgien, och vissa historiker anser att den grekisk-romerska brottningsstilen innehåller flera georgiska element.
Inom Georgien är den kachetiska brottningsstilen en av de mest populära. Förr fanns det ett flertal olika brottningsstilar som inte är vanligt förekommande idag. Till exempel har Chevsuretiregionen i Georgien tre olika brottningsstilar. Andra populära sporter på 1800-talet var polo och lelo, ett traditionell georgiskt bollspel som sedan ersattes av rugby.

#### Fotboll
En av de största sporterna i dagens Georgien är fotboll. Huvudsakligen styrs fotbollen i landet av den georgiska fotbollsfederationen (GFF), som bildades år 1936. GFF arrangerar både landets herr- och damlandslag samt fotbollsligorna Umaghlesi Liga, Pirveli Liga och Meore Liga. Landets mest meriterade fotbollsklubb heter Dinamo Tbilisi och kommer från huvudstaden Tbilisi. Klubben har vunnit Umaghlesi Liga 13 gånger av 21 möjliga sedan självständigheten och år 1981 vann man, något sensationellt, cupvinnarcupen i fotboll mot tyska Carl Zeiss Jena. Landets största fotbollsarena, Boris Paitjadze-stadion, ligger i Tbilisi, där även den näst största, Micheil Meschi-stadion, finns.

## Internationella rankningar
| Organisation                                | Undersökning                   | Bedömning                                  | Rankning  |
| ------------------------------------------- | ------------------------------ | ------------------------------------------ | --------- |
| Heritage Foundation/The Wall Street Journal | Ekonomisk frihet-index 2019    | 75,9 (Mostly Free)                         | 16 av 180 |
| Reportrar utan gränser                      | World Press Freedom Index 2019 | 28,98 (0 är bäst)                          | 60 av 180 |
| Transparency International                  | Korruptionsindex 2018          | 58 (0 är väldigt korrupt-100 väldigt rent) | 41 av 180 |
| FN:s utvecklingsprogram                     | Human Development Index 2014   | 0,786 - high human development             | 70 av 189 |